# Metamunna mutsuensis
Metamunna mutsuensis är en kräftdjursart som först beskrevs av Gamo 1976.  Metamunna mutsuensis ingår i släktet Metamunna och familjen Paramunnidae. Inga underarter finns listade i Catalogue of Life.